# Anthenantia
- Commons
- Wikispecies

Anthenantia  P.Beauv. é um género botânico pertencente à família Poaceae, subfamília Panicoideae, tribo Paniceae.
Suas espécies ocorrem na América do Norte.

## Sinônimos
- Aulaxanthus Elliott
- Aulaxia Nutt. (SUS)
- Anthaenantia  P. Beauv., var. ort.
- Leptocoryphium  Nees

## Espécies
- Anthaenantia asiatica Hand.Mazz.
- Anthaenantia columbiensis (Kuntze) K.Schum.
- Anthaenantia gigantea (Kuntze) K.Schum.
- Anthaenantia glauca Hack.ex Schinz
- Anthaenantia hackeli Arech.
- Anthaenantia hackelii Arechav.
- Anthaenantia hagenbeckiana (Kuntze) K.Schum.
- Anthenantia lanata (Kunth) Benth.
- Anthaenantia rufa Schult.
- Anthaenantia villaregalis (McVaugh & R.Guzmán) A.Espejo Serna & A.R.Lópe
- Anthenantia villosa (Michx.) P. Beauv.